# Divinidad de ciudad

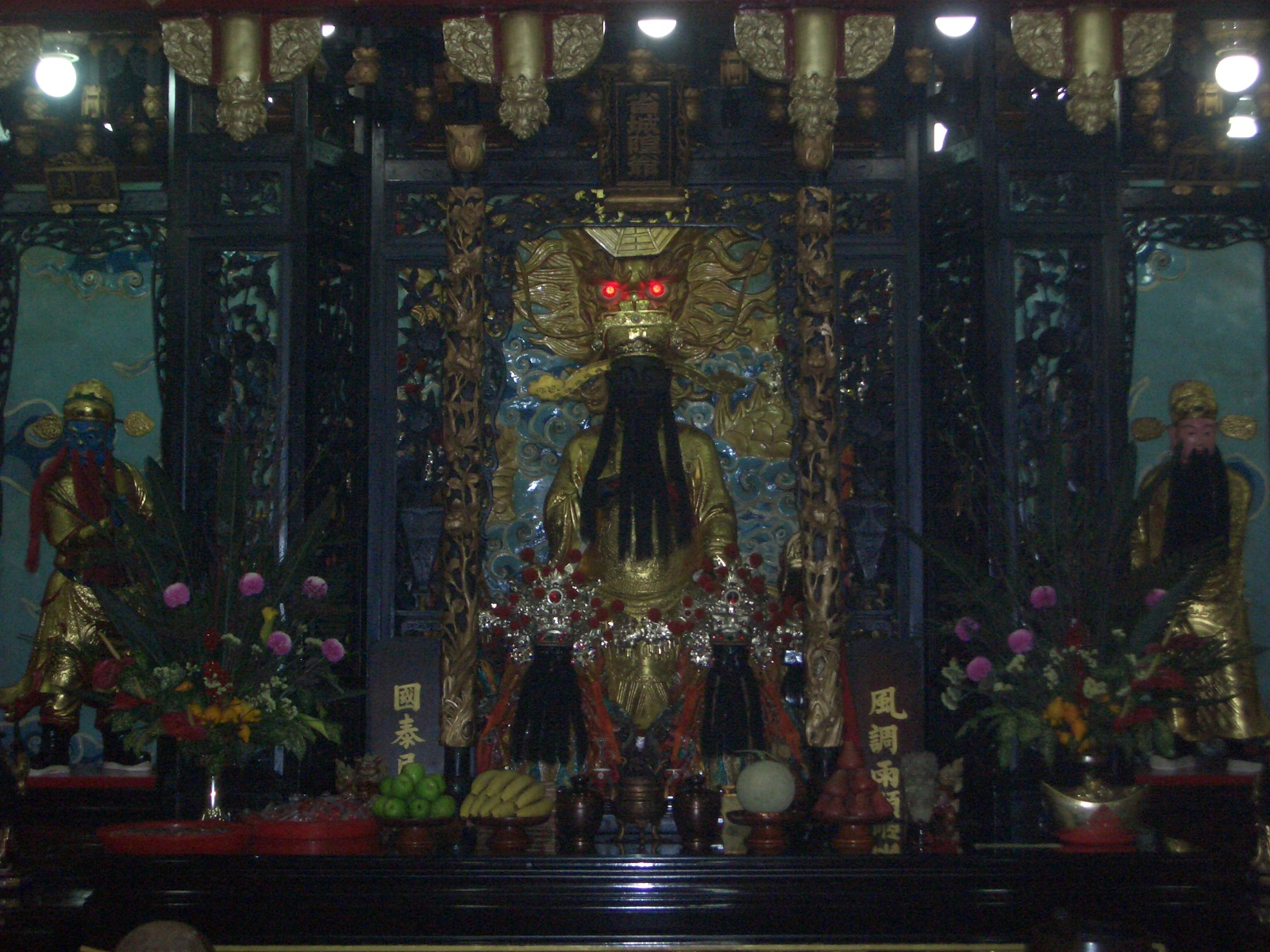
Estatua del Dios de la Ciudad en el Templo Sheng Chenghuang de Taiwán.

La divinidad de ciudad (en chino simplificado, 城隍; pinyin, Chénghuáng, lit: 'dios del foso y los muros' o 'dios del límite') según la tradición china, es una deidad o grupo de deidades a nivel titular que se cree que protege a la gente y los asuntos de la aldea, pueblo o ciudad particular de gran dimensión, y la vida futura.
Comenzando hace más de 2000 años, el culto originalmente involucraba la adoración de una deidad protectora de los muros y fosos de una ciudad. Posteriormente, el término pasó a aplicarse a los líderes deificados del pueblo, que ejercen autoridad sobre las almas de los difuntos de ese pueblo, e intervienen en los asuntos de los vivos, en conjunto con otros funcionarios de la jerarquía de seres divinos.

## Etimología
Divinidad/Dios/deidad/dioses de ciudad se compone de los caracteres (城隍), el primero es cheng (城) originalmente se refería al muro que rodeaba las ciudades y se usaba por extensión tanto a la fortificación como la ciudad en sí. El segundo carácter es huang (隍) se refiere a un foso sin agua, es decir, a una trinchera. Además, se le añade el sinograma (神) que significa "Dios/espíritu celeste" para dar nombre nombre a dicha deidad. 
En conjunto, Chenghuangshen (城隍神) era originalmente el nombre de una deidad o espíritu que se creía que podía proporcionar protección divina a las defensas físicas de una ciudad, en particular a su muro y foso circundante. Más tarde, el concepto se volvió más generalizado, y el significado se extendió al cargo mismo de dicha deidad, en lugar del presunto titular del cargo (en tiempos posteriores, era estándar nombrar oficialmente el espíritu del funcionario del gobierno a cargo de la ciudad para un mandato de tres años como Dios de la Ciudad, tras su fallecimiento).

## Hong Kong
Durante la dinastía Qing, el emperador nombró a Shing Wong dios de todas las ciudades principales de China continental para que gobernara y cuidara su tierra. Sin embargo, Hong Kong no tenía un magistrado designado y por lo tanto no tenía la protección de Shing Wong.
En 1877 Hong Kong construyó su primer templo Shing Wong, que originalmente se llamaba Fú dé cí (福德祠) permanece aún allí hoy, después de haber sufrido remodelaciones y cambios de nombre. En 1974 se construyó un nuevo muro exterior que da la sensación de un templo dentro de un templo. El templo ahora se llama oficialmente Templo Shing Wong. Las deidades Tudigong (土地), Shing Wong y Wǔ tōng shén (五 通神) están consagradas en el templo.
Existe alguna evidencia de que, antes de la construcción del Fú dé cí se construyó un templo Shing Wong en el cruce de la calles Shing Wong y Hollywood, donde más tarde se encontraba Queen's College. Sin embargo, ambos edificios han sido derribados. Hay otros templos ubicados en Hong Kong que albergan a la deidad Shing Wong, como el Templo Man Mo.

## Templos
Desde tiempos antiguos, han existido templos como lugar especial para el cuidado de los habitantes de la ciudad o pueblo , algunos de ellos aún se conserva y sirven de atractivo turístico.
- Templo ciudad de Dios, templo para el dios de la ciudad de Shanghái.
- Templo de Pingyao, templo para el dios de la ciudad de Pingyao en Jinzhong
- Templo Magong Chenghuang, templo para el dios de la ciudad de Magong en las islas Pescadores, Taiwán.